# 何佩蓁
何佩蓁（1976年8月14日－）是台灣的新聞主播，銘傳大學大眾傳播學系畢業，曾任職於中華電視公司。
2010年10月底，申請育嬰假，2011年7月30日重返主播台，2011年8月29日開始也成為週一新聞主播，
2011年12月20日及2012年起回復播報週六日的《華視晚間新聞》、而週一改播《華視午間新聞》。
2013年6月1日起退出華視主播台，擔任華視專職文字記者。

## 經歷
- 年代電視台記者
- 中華電視公司記者、主播

## 作品
主播
- 華視《華視晚間新聞》、《華視午間新聞》、《華視夜間新聞》

主持
- 華視《華視新聞雜誌》